# Barnabé de Figueiredo Mascarenhas
Barnabé de Figueiredo Mascarenhas (São Bartolomeu, Lisboa, 8 de Abril de 1675 – Faro, 6 de Julho de 1723) foi um militar português.

## Biografia
Filho de António de Figueiredo Mascarenhas, Senhor de Morgado, ou Morgados, capitão de cavalos da Ordenança, e dizem que, mais tarde, Capitão-Mor de Faro, falecido em Faro, a 8 de Agosto de 1720, e de sua mulher Inês de Bairros de Aguilar.
A sua biografia consta dum Alvará que se encontra registado na Chancelaria de D. João V de Portugal, Livro 47, a Fólio 231v.
Capitão do Mar, serviu na Armada Real e em terra, prestando relevantes serviços. Correu a costa, limpando o mar de Corsários, comboiando embarcações e as Frotas do Brasil e da Índia, ameaçadas dos Piratas.
Em 1695, tendo 20 anos de idade, combateu e destroçou quatro navios Argelinos. Em 1696, foi a Salé, em Marrocos, na Armada destinada a guerrear os navios dessa Nação. Em 1702, pelejou valorosamente com um navio que procurava tomar dois que o dito Barnabé de Figueiredo Mascarenhas comboiava. Em 1704, foi em socorro de Gibraltar, onde, à força de armas, foram rendidas três naus Francesas, sendo duas delas obrigadas a dar à costa, e vencendo, nessa altura, um Corsário que bordejava nas alturas de Málaga. Achou-se no socorro que se deu ao Barão de Faguel, no lugar de Sobreira Formosa, distinguindo-se muito sobre uma passagem, e correndo vários lugares de Castela. Em 1707, assistiu, na Praça de Mourão, a toda a Campanha do Outono e aos ataques que se deram à Praça de Moura. Em 1713, foi em socorro de Mazagão, no navio que conduzia o Governador e Capitão-Mor, D. Manuel Rolim de Moura, dando, nessa ocasião, caça a todas as embarcações que se avistaram. Em 1716, foi em socorro da ilha de Corfu, sitiada pelos Turcos. Procedeu em todas as ocasiões de combate com grande habilidade e extremo valor.
Pelos mencionados serviços, teve, a 11 de Novembro de 1717, duas tenças anuais do valor de 30$000 réis, e, a 6 de Maio de 1719, o Hábito de Cavaleiro da Ordem de Cristo.
Herdou o Morgado, ou Morgados, da Casa de seu pai, e foi Fidalgo Cavaleiro da Casa Real e Capitão-Mor de Faro.
Foi sepultado na Igreja de Nossa Senhora do Carmo, em Faro.